# Selbstladepistole Salvator Dormus

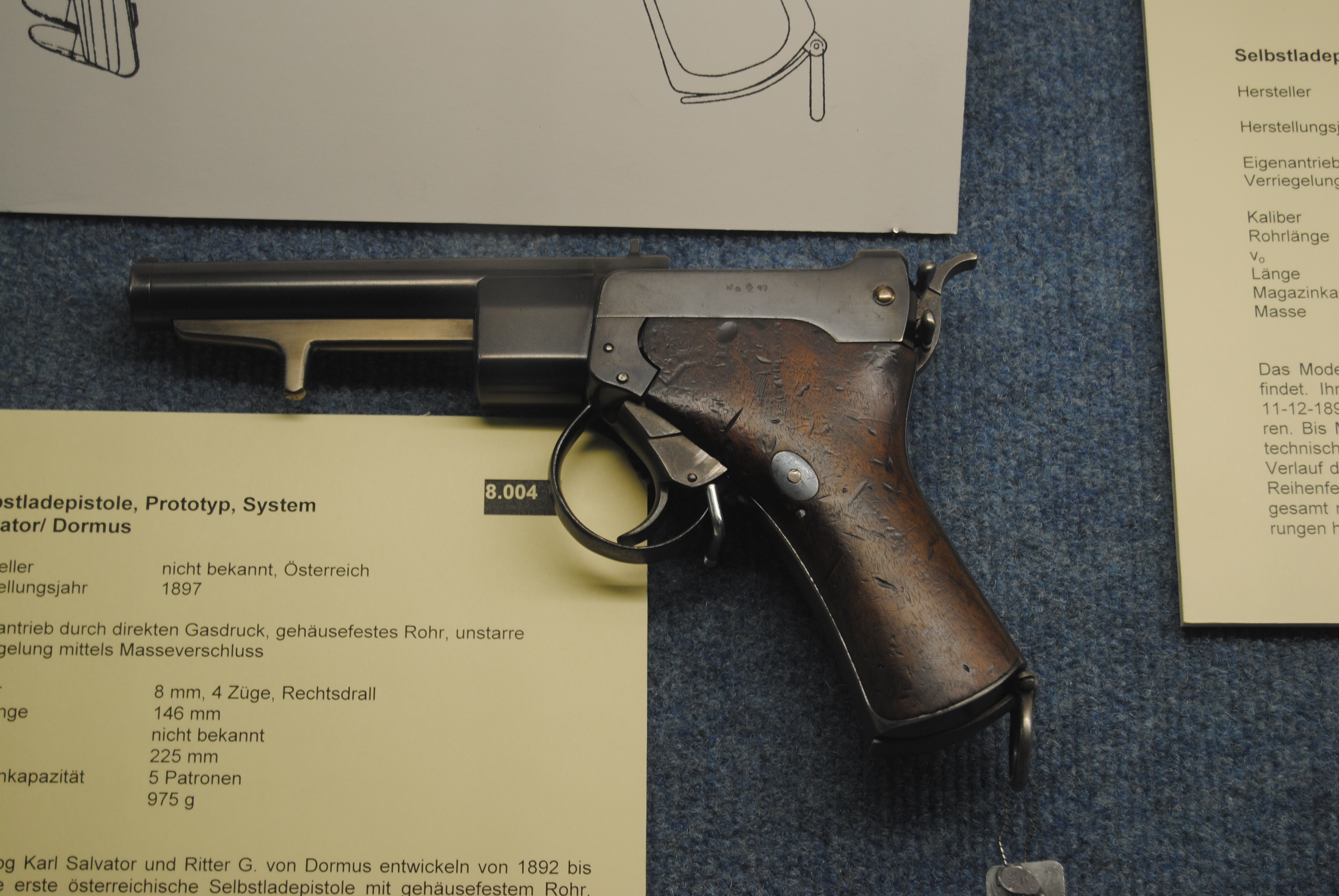
Selbstladepistole Salvator Domus in der Wehrtechnischen Studiensammlung Koblenz

Die Selbstladepistole Salvator Dormus ist unter den ältesten bekannten Selbstladepistolen. Die österreichische Pistole aus dem Jahr 1891 geht auf die Entwickler Karl Salvator von Österreich-Toskana und Georg von Dormus zurück. Weltweit sind nur wenige erhaltene Exemplare bekannt; eines dieser Exemplare befindet sich in der Wehrtechnischen Studiensammlung Koblenz.

## Entwicklungsgeschichte
Ein Patent wurde am 11. Juli 1891 für die Entwicklern Karl Salvator von Österreich-Toskana und Georg von Dormus eingetragen. Die Pistole bekam die Bezeichnung „Repetierpistole System Carl Salvator und Georg Ritter von Dormus“, später nur „Repetierpistole Dormus“, da Karl Salvator von Österreich-Toskana bereits im Jahr 1892 verstarb. Es handelt sich hierbei um eines der frühen Selbstladepistolensysteme. Von dieser Waffe wurden lediglich 50 Stück produziert. An ungefähr 20 Prototypen wurden bis zur ersten Truppenerprobung verschiedene Modifikationen vorgenommen. Zu den Entwicklungen wurden Patente in mehreren Ländern angemeldet, von denen allerdings nicht alle Patentnummern bekannt sind (siehe Abschnitt Patente).

## Technik

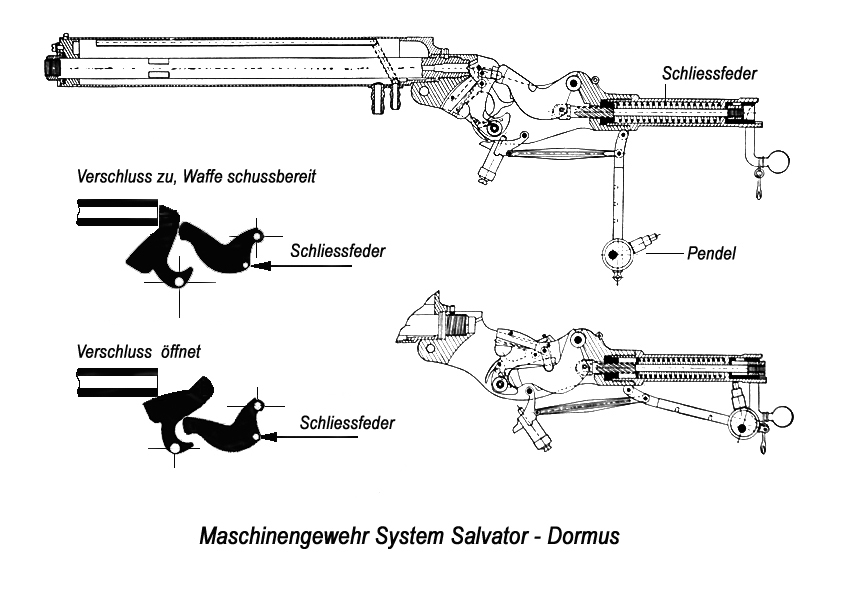
Zeichnung zum MG-Salvator-Dormus M1893 das konstruktive Gemeinsamkeiten hat

Die Technik der Pistole war in ihrer Zeit neuartig, da zuvor kaum Selbstladepistolen bekannt waren. Die Pistole wird durch die Oberseite geladen. Sie verfügt über eine separate Schlagbolzenfreigabe und Sicherung. Das leicht kurvenförmige  Patronenmagazin war unter dem Verschluss im Griff eingelassen und wurde mittels Ladestreifen mit bis zu fünf Patronen geladen. Der Ladestreifen fiel in den Griff, der mehrere Ladestreifen aufnehmen konnte. Eine Magazinklappe am unteren Griffstückende erlaubte die Entnahme der Ladestreifen. Die Munition im Kaliber 8 x 17 R Dormus wurde ebenfalls für diese Waffe neu entwickelt. Weitere Details der Technik sind in Zeichnungen des amerikanischen Patents vom 22. September 1885 mit der Nummer US-326.676 online einsehbar.

## Patent-Information
Bekannte Dormus Patente:
- Patent  US326676A: Magazine Fire Arm. Veröffentlicht am 22. September 1885, Erfinder: Carl Salvator, G. R. von Dormus.‌
- Patent  ES4368A1: Mejoras en un fusil de repetición "Sistema archiduque Carlos Salvador y G. de Dormus". Veröffentlicht am 6. Mai 1885, Erfinder: Carl Salvator, G. R. von Dormus.‌

## Erprobung
Für einen Truppenversuch im Jahr 1897 wurden 31 Pistolen bereitgestellt. In der Erprobung erwies sich die 8-mm-Rückstoßlader-Pistole u. a. in der Handhabung für die Truppe als „zu kompliziert“. Auch würden sich die Patronen wiederholt zwischen Patronenlager und Verschluss verklemmen. Die Produktionsverzögerung zwischen Patent- und Militärversuchen ermöglichte Vergleiche mit anderen, später entwickelten Selbstladepistolen. Dabei galt die Salvator Dormus ihrer Konkurrenz unterlegen. Das Projekt wurde daher aufgegeben.

## Verbleib
Nur wenige Pistolen sind erhalten geblieben. Eines der erhaltenen Exemplare ist in der Wehrtechnischen Studiensammlung Koblenz ausgestellt.